# Паццальи, Андреа
Андреа Паццальи (итал. Andrea Pazzagli; 18 января 1960, Флоренция — 31 июля 2011, Пунта Ала) — итальянский футболист, вратарь «Милана» (1989—1991).

## Карьера
Выступал за «Перуджу», «Рому», «Асколи» и «Болонью». На протяжении двух лет выступал за «Милан» под руководством Арриго Сакки. В 1990 г. стал в его составе обладателем Кубка европейских чемпионов, хотя в решающем матче против «Бенфики» остался на скамейке запасных. В том же году выиграл Межконтинентальный кубок после победы «Милана» над парагвайской «Олимпией». Также был победителем Суперкубка Италии, выиграл два Межконтинентальных Кубка и два Суперкубка Европы.
В 1996 г. завершил карьеру, начав работать в качестве тренера вратарей «Фиорентины». В 2001 г. занял тренерский пост в Футбольной федерации Италии. Работал тренером вратарей юношеской сборной Италии.
Старший сын футболиста Эдоардо выступает за «Фиорентину».